# کاخنوفکا
کاخنوفکا (انگلیسی: Kakhnovka) یک شهرک در شهرستان چیشمینسکی در استان باشقیرستان کشور روسیه است.